# 天凤乡
天凤乡，是中华人民共和国四川省雅安市荥经县曾经下辖的一个乡。2019年12月，撤销天凤乡，将其所属行政区域划归新添镇管辖。

## 行政区划
天凤乡撤销前下辖以下地区：
聚民村、凤槐村、建设村和石泉村。